# ووترفورد (فيرمونت)
ووترفورد (بالإنجليزية: Waterford, Vermont)‏ هي بلدة تقع بولاية فيرمونت في الولايات المتحدة. تبلغ مساحتها 102.9 (كم²)، وترتفع عن سطح البحر 398 م، بلغ عدد سكانها 1280 نسمة في عام 2010 حسب إحصاء مكتب تعداد الولايات المتحدة وتصل الكثافة السكانية فيها 12.9 نسمة/كم2.

## أعلام
- جاكوب بينتون
- جوناثان روس
- تشارلز أو. جيل

## وصلات خارجية
- The US50 - Cities and Towns in Vermont State
- Vermont Cities and Towns, Facts, Map, Flag, Colleges, Government, and More